# Hoa hậu Quốc tế 1985
Hoa hậu Quốc tế 1985 là cuộc thi Hoa hậu Quốc tế lần thứ 25, được tổ chức vào ngày 15 tháng 9 năm 1985 tại Expo '85, Tsukuba, Ibaraki, Nhật Bản. 43 thí sinh tham gia cuộc thi năm nay. Trong đêm chung kết, Hoa hậu Quốc tế 1984 Ilma Julieta Urrutia Chang đến từ Guatemala đã trao lại vương miện cho người kế nhiệm, cô Nina Sicilia đến từ Venezuela. Đây là lần đầu tiên Venezuela đăng quang cuộc thi.

## Kết quả

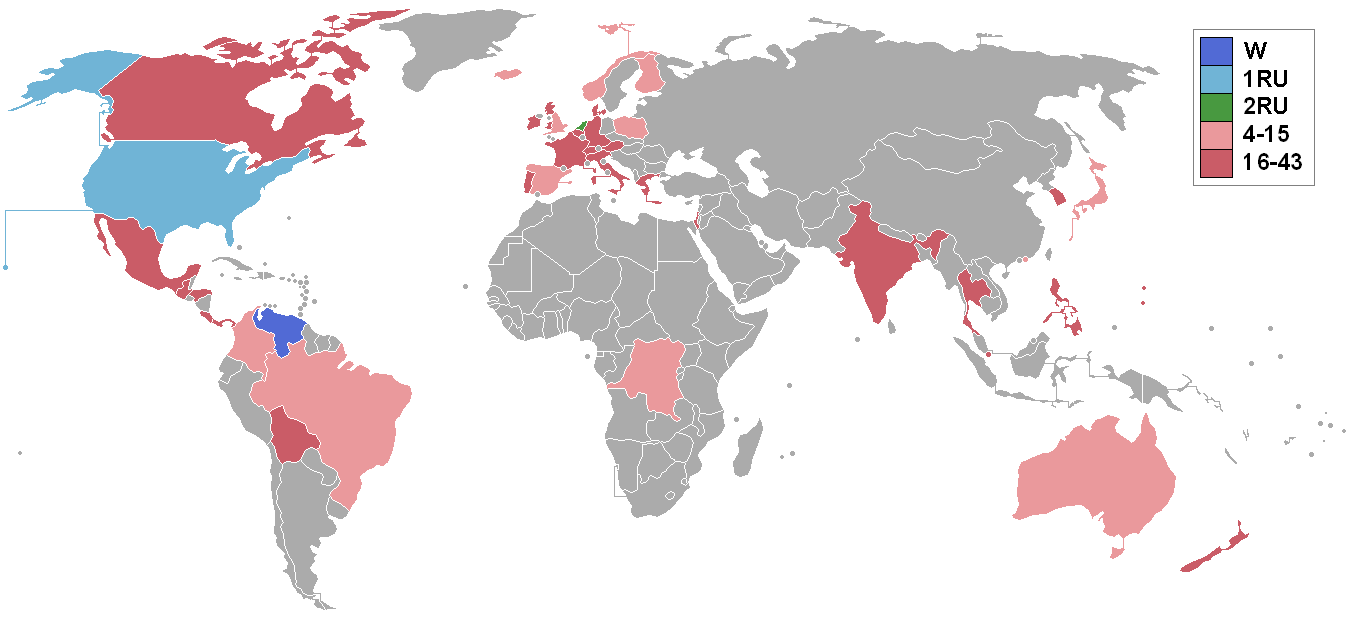
Các quốc gia và lãnh thổ tham gia Hoa hậu Quốc tế 1985 và kết quả.

### Thứ hạng
| Kết quả              | Thí sinh |
| -------------------- | --- |
| Hoa hậu Quốc tế 1985 | - Venezuela - Nina Sicilia |
| Á hậu 1              | - Hoa Kỳ - Sarie Nerine Jourbert |
| Á hậu 2              | - Hà Lan - Jacqueline Schuman |
| Top 15               | - Úc - Ketrina Ray Keeley - Brazil - Kátia Nascimento Guimarães - Colombia - María Pía Duque Rengifo - Anh - Andrea Vivienne Boardman - Phần Lan - Helena Marjukka Tontti - Hồng Kông - Vương Ái Luân - Iceland - Anna Margret Jonsdottir - Nhật Bản - Makiko Matsumoto - Na Uy - Torunn Forsberg - Ba Lan - Katarzyna Dorota Zawidzka - Tây Ban Nha - Beatriz Molero Beltrán - Zaire - Tumba Mulamba |

### Giải thưởng phụ
| Giải thưởng                 | Thí sinh                             |
| --------------------------- | ------------------------------------ |
| Trang phục dân tộc đẹp nhất | - Colombia – Maria Pia Duque Rengifo |
| Hoa hậu Thân thiện          | - Đan Mạch – Susan Boje Rasmussen    |
| Hoa hậu Ảnh                 | - Colombia – Maria Pia Duque Rengifo |

## Thí sinh
- Úc - Ketrina Ray Keeley
- Áo - Martina Margarete Haiden
- Bỉ - Mireille Paula Baele
- Bolivia - Ana Patricia Castellanos
- Brazil - Kátia Nascimento Guimarães
- Canada - Jennifer Frances Bruno
- Colombia - Maria Pia Duque Rengifo
- Costa Rica - Marianela Herrera Marín
- Đan Mạch - Susan Boje Rasmussen
- Anh - Andrea Vivienne Boardman
- Phần Lan - Marjukka Helena Tontti
- Pháp - Nathalie Jones
- Đức - Stefanie Angelika Roth
- Hy Lạp - Efthimia Dereca
- Guam - Teresa Artero Kasperbauer
- Guatemala - Perla Lissette Prera Fruhwirth
- Hà Lan - Jacqueline Schumitch
- Honduras - Waleska Zavala
- Hồng Kông - Vương Ái Luân
- Iceland - Anna Margret Jonsdóttir
- Ấn Độ - Vinita Seshadri Vasan
- Ireland - Karen Ann Shevlin
- Israel - Avivit Nachmany
- Ý - Gabriela Ongaro
- Nhật Bản - Makiko Matsumoto
- Hàn Quốc - Chang Sih-wha
- México - Rebecca de Alba Díaz
- New Zealand - Paula Louise Franich
- Quần đảo Bắc Mariana - Antoinette Marie Flores
- Na Uy - Torunn Forsberg
- Panama - Diana Marina Lau
- Philippines - Sabrina Simonette Marie Roig Artadi
- Ba Lan - Katarzyna Dorota Zawidzka
- Bồ Đào Nha - Ana Paula Machado Charepe
- Scotland - Karen Helen Bell
- Singapore - Chwee Lan Chua
- Tây Ban Nha - Beatriz Molero Beltrán
- Thụy Sĩ - Lucienne Thiebaud
- Thái Lan - Sasimaporn Chaikomol †
- Hoa Kỳ - Sarie Nerine Jourbert
- Venezuela - Alejandrina "Nina" Sicilia Hernández
- Wales - Samantha Amystone
- Zaire - Tumba Mulamba

## Chú ý

### Trở lại
- Lần cuối tham gia vào năm 1960:
  -  Ba Lan

### Bỏ cuộc
| - Jamaica - Malaysia | - Thụy Điển - Thổ Nhĩ Kỳ |